# Regional (Renfe)

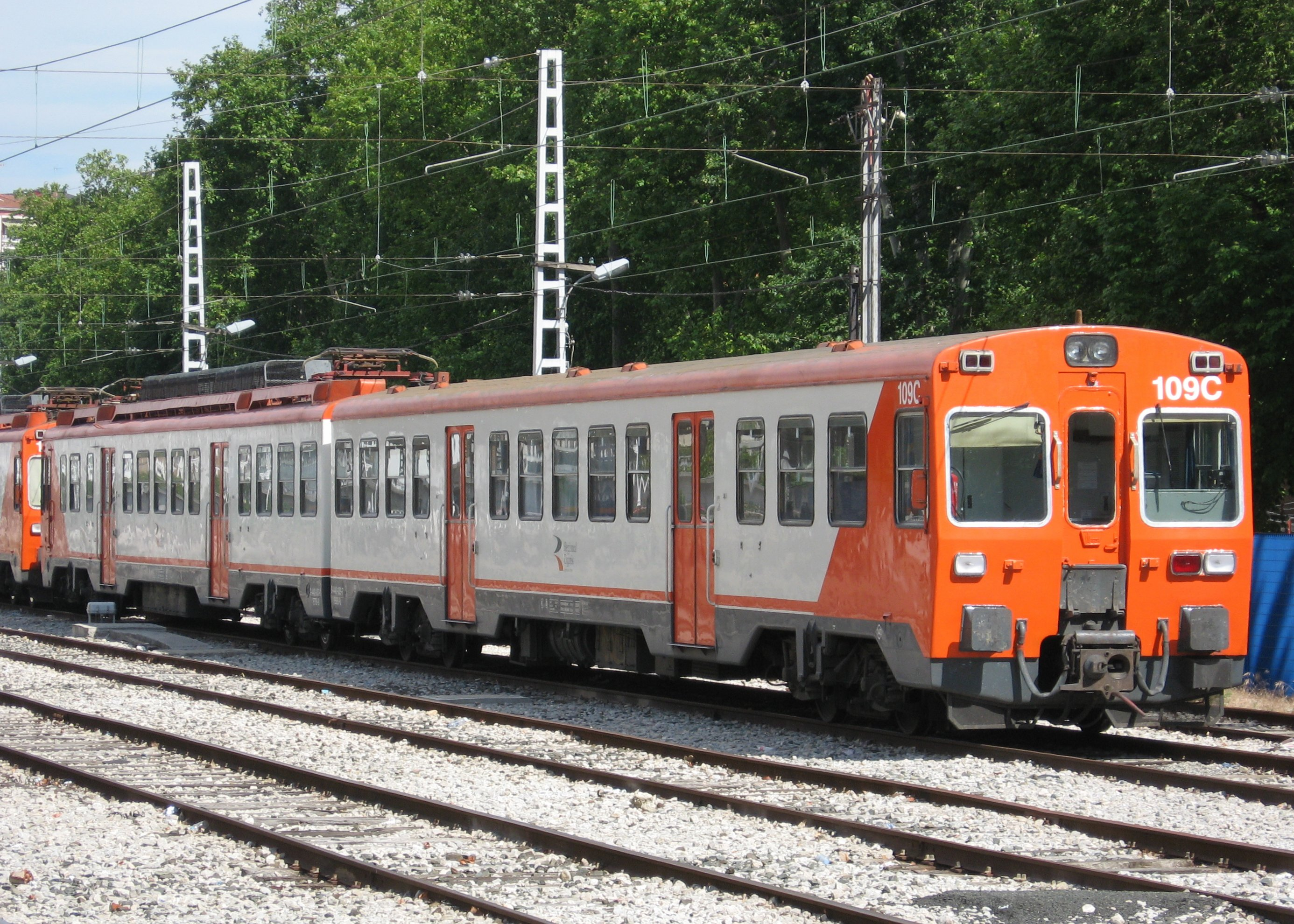
Tren de la serie 440 -antiguamente dedicados a servicios de Cercanías-, estacionado en Vitoria.

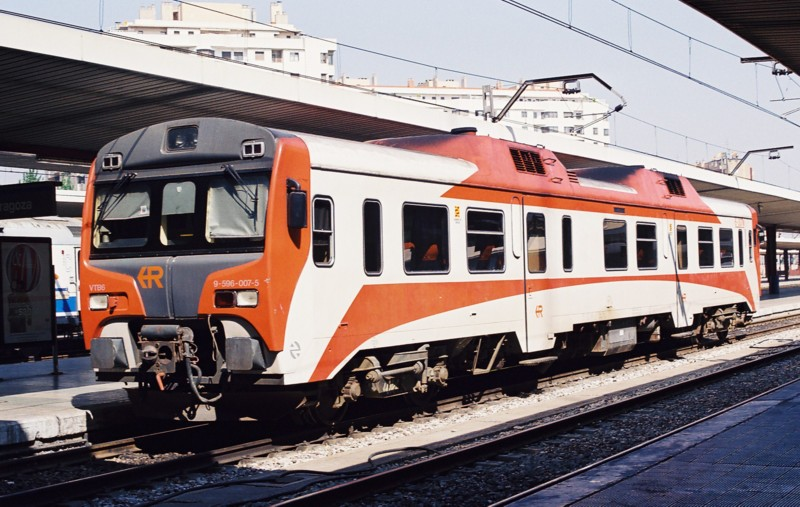
Tren de la serie 596, también llamados Tamagochi

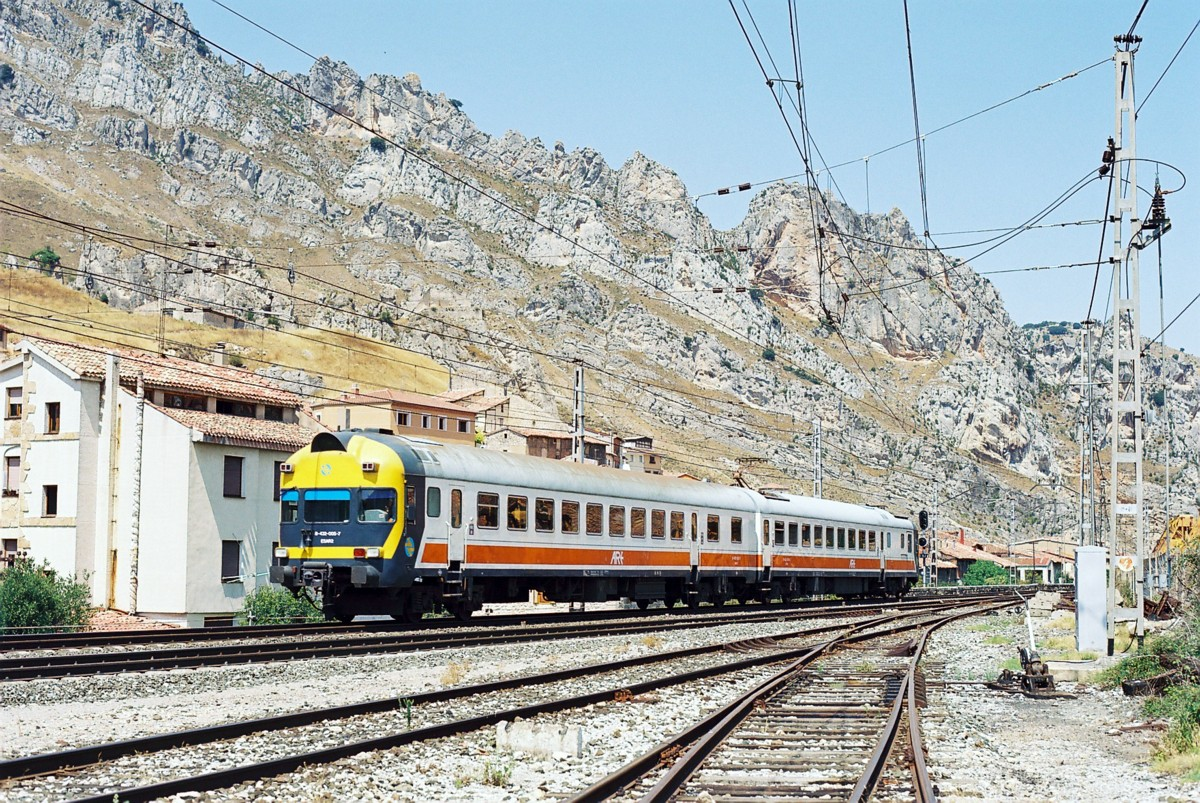
Tren de la serie 432 (antiguamente Electrotrenes) en Pancorbo.

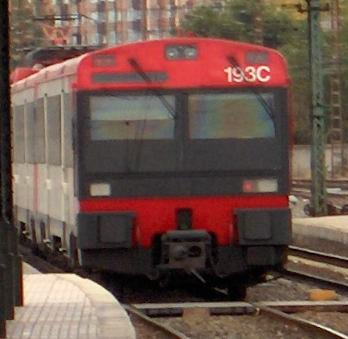
Tren de la serie 440R en Valladolid-Campo Grande.

Los trenes Regional de Renfe Media Distancia son los encargados de comunicar la mayor parte de los municipios que poseen ferrocarril de cada provincia con la capital provincial o autonómica, dentro de un radio de acción máximo de 300 km, con algunas y contadas excepciones.

## Servicios de Regional
- Regional: Al igual que todos los trenes de Media Distancia, los Regionales son de clase única (Turista). Todos los vehículos están climatizados, poseen cuarto de baño y carecen de cafetería. Al igual que en los trenes de Cercanías, no existe la reserva de plazas. Estos trenes, teóricamente, efectúan numerosas paradas para intercomunicar la mayor parte de las localidades atravesadas por el ferrocarril entre sí, y con las capitales. Existen servicios de Media Distancia de tipo Regional en todas las provincias españolas, a excepción de los territorios insulares. Algunos con el paso del tiempo han cambiado la denominación comercial, pero su esquema de paradas se asemeja a la de los trenes que circulan como Regional, caso de los servicios Proximidad.  La frecuencia de los servicios puede variar de entre los 30 y 60 min como es el caso del recorrido entre Ávila y Madrid o existir un único tren al día por sentido, caso de Valladolid - Puebla de Sanabria.
- Regional Cadenciado: se denomina así a un servicio Regional que efectúa parada en todas las estaciones de un núcleo de Cercanías Renfe aceptando viajeros con billete de cercanías entre las mismas, pero aplicando la tarifa regional que es un precio un poco más elevado que en los establecidos en cada núcleo de Cercanías en las que exista servicio Regional.                                                                          Las rutas de regional cadenciado que existen actualmente son:
- Cercanías Asturias:
  - Gijón - Oviedo - León (C-1): Este servicio está cadenciado con la línea C-1 del núcleo de cercanías de Asturias y realiza paradas en: Gijón, Calzada de Asturias, Oviedo, Llamaquique, Mieres-Puente, Ujo, Pola de Lena, Campomanes, Puente de los Fierros, Linares-Congostinas, Busdongo, Villamanin, Santa Lucia, La Pola de Gordon, La Robla y León.
- Cercanías Madrid:
  - Guadalajara - Atocha Cercanías - Recoletos - Santa María de la Alameda-Peguerinos - Ávila (C-8a): Al crearse la red de cercanías, fue regional cadenciado de la línea C-8, y en 2015, fue transferido a la C-3, empezando a servirse con trenes Civia y pasando a circular por el Túnel de Sol. Desde 2023 vuelve a su recorrido original.
  - Guadalajara - Atocha Cercanías - Recoletos - Cercedilla - Segovia (C-8): 3 trenes (de lunes a jueves), 4 trenes (viernes) y 5 trenes (fines de semana y festivos) por sentido. Hasta 2013 había trenes cada dos horas, pero debido al Plan de racionalización de los servicios ferroviarios de Media Distancia del Ministerio de Fomento, se redujeron las frecuencias a las actuales y se implantó el transbordo obligatorio en Cercedilla. En su recorrido entre Cercedilla y Segovia, el tren efectúa parada en: Tablada (no siempre), Gudillos (no siempre), San Rafael, El Espinar, Los Ángeles de San Rafael, Otero-Herreros, Ortigosa del Monte, Navas de Riofrío-La Losa y Segovia.
  - Chamartín-Sigüenza (C-2): Un tren diario por sentido, hasta 2019 y en 2022 se reactivó el servicio. En sentido Sigüenza, hasta Guadalajara circula como CIVIS, continuando como Regional a Sigüenza, y realizando parada en todas las estaciones entre estas dos últimas de lunes a sábado. El domingo realiza el trayecto por Atocha y Coslada. Vuelve al día siguiente por la mañana, también como Regional, pero utilizando el recorrido tradicional de la C-2 (por Coslada y Atocha) en lugar de la vía de contorno (que sí se utiliza en la ida). Se presta con unidades de la serie 446.[1][2]
- Rodalies Barcelona:
  - Hospitalet - Ripoll - Ribas de Freser (R3): 16 trenes diarios, 7 continúan a Puigcerdá y 4 continúan a Latour-de-Carol-Enveitg
  - Hospitalet-Figueras/Portbou (R1/RG1):  16 Trenes solo días laborables por sentido, si parte de Mataró o Barcelona hasta como mínimo Sils, se consideran Regionales Cadenciados, si se mueve por la provincia o hasta Maçanet-Massanes, es considerado Cercanías.
- Regional Exprés: Se diferencia del servicio denominado Regional en que dispone de menos paradas, reduciendo los tiempos de viaje.

### Servicios antiguos o denominaciones obsoletas
- Regional Delta: eran servicios explotados con el mismo material de los cadenciados y con el material propio de Cataluña en esta zona. La única diferencia con el cadenciado es que no efectuaba parada en todas las estaciones de cercanías.
- Regional Lince: actualmente son denominados simplemente Regional o han sido reconvertidos a Regional Exprés. Son trenes de fin de semana, que partían de las ciudades grandes (Madrid) los viernes por la tarde hacia distintas ciudades o poblaciones españolas, para regresar los domingos por la tarde. Tendían a realizar parada en todas las estaciones, incluso dentro de los núcleos de Cercanías. Para este tipo de servicio se utilizaban vehículos de la serie 470. Este servicio también se podía encontrar por ejemplo entre las ciudades de Valencia y Alicante los viernes por la tarde y regreso los domingos tarde.